# Gianni Schicchi
Gianni Schicchi (phát âm tiếng Ý: [ˈdʒanni ˈskikki]) là một vở opera truyện tranh trong một vở kịch của Giacomo Puccini với bản libretto tiếng Ý của Giovacchino Forzano, được sáng tác vào năm 1917–18. Các libretto được dựa trên một sự cố nêu tại Dante's Divine Comedy. Tác phẩm là phần thứ ba và là phần cuối cùng của vở kịch Il trittico (The Triptych) của Puccini - ba vở opera một màn với các chủ đề tương phản, ban đầu được viết để trình bày cùng nhau. Mặc dù nó tiếp tục được trình diễn với một hoặc cả haivở opera trittico khác, Gianni Schicchi bây giờ thường xuyên được dàn dựng một mình hoặc với các vở opera ngắn của các nhà soạn nhạc khác. Aria "O mio babbino caro" là một trong những aria được biết đến nhiều nhất của Puccini, và là một trong những aria phổ biến nhất trong opera.
Puccini từ lâu đã cân nhắc việc viết một tập hợp các vở opera một màn sẽ được trình diễn cùng nhau trong một buổi tối duy nhất, nhưng đối mặt với việc thiếu đối tượng phù hợp và sự phản đối từ nhà xuất bản của mình, ông đã nhiều lần gác lại dự án. Tuy nhiên, đến năm 1916, Puccini đã hoàn thành vở bi kịch một màn Il tabarro và sau khi cân nhắc các ý tưởng khác nhau, năm sau ông bắt đầu thực hiện vở opera Suor Angelica trang trọng, tôn giáo, toàn nữ. Gianni Schicchi, một bộ phim hài, hoàn thành bộ ba với một tâm trạng tương phản hơn nữa. Bản nhạc kết hợp các yếu tố của phong cách hòa âm hiện đại của Puccini với những đoạn trữ tình gợi nhớ đến Rossini, và nó đã được ca ngợi vì sự sáng tạo và trí tưởng tượng của nó.